# Christian Oertel
Christian Oertel (* 9. Mai 1884 in Rothenfelde; † 1945) war ein deutscher Generaldirektor.
Nach dem Abitur am Realgymnasium Vegesack studierte Oertel Rechtswissenschaften an der Universität Göttingen. Er bestand das Referendarexamen beim Oberlandesgericht Celle und wurde in Göttingen zum Dr. jur. promoviert. Später wechselte er in die Versicherungsbranche.
Oertel war unter anderem Generaldirektor der Colonia-Versicherung in Köln (Kölnische Feuer- und Unfallversicherungs AG), der Schlesischen Feuerversicherungs-Gesellschaft in Breslau, der Schlesisch-Kölnischen Lebensversicherungsbank A.-G. in Berlin und der Silesia Allgemeine Versicherungs-A.-G. in Köln.
In der NS-Zeit leitete er seit 1934 (bis 1936) den Reichsverband der Privatversicherungen sowie die Wirtschaftsgruppe Privatversicherungen.

## Trivia
Der Raubmörder Johann Heitger verschanzte sich auf der Flucht vor der Polizei am 25. Oktober 1928 in der Villa Oertels am Kaiser-Friedrich-Ufer 105 (heute Konrad-Adenauer-Ufer). Er wurde dort entdeckt, erschoss einen Polizisten und wurde von durch die Polizei eingesetzte Handgranaten schwer verletzt. Am selben Abend erlag er seinen Verletzungen. 